# Simon Gegenheinmer
Simon Gegenheinmer (Karlsruhe, 17 de diciembre de 1988) es un deportista alemán que compite en ciclismo de montaña en la disciplina de campo a través.
Ganó siete medallas en el Campeonato Mundial de Ciclismo por Eliminación, entre los años 2015 y 2024.

## Medallero internacional
| Campeonato Mundial | Campeonato Mundial           | Campeonato Mundial | Campeonato Mundial |
| Año                | Lugar                        | Medalla            | Competición        |
| ------------------ | ---------------------------- | ------------------ | ------------------ |
| 2015               | Vallnord (Andorra)           | Medalla de bronce  | Eliminación        |
| 2016               | Nové Město (República Checa) | Medalla de plata   | Eliminación        |
| 2017               | Chengdu (China)              | Medalla de plata   | Eliminación        |
| 2020               | Lovaina (Bélgica)            | Medalla de plata   | Eliminación        |
| 2021               | Graz (Austria)               | Medalla de oro     | Eliminación        |
| 2022               | Barcelona (España)           | Medalla de plata   | Eliminación        |
| 2024               | Aalen (Alemania)             | Medalla de bronce  | Eliminación        |